# Olympische Sommerspiele 1984/Fußball
Bei den XXIII. Olympischen Spielen 1984 in Los Angeles wurde ein Wettbewerb im Fußball ausgetragen. Erstmals durften Profi-Spieler an diesen Spielen teilnehmen. Voraussetzung war aber, dass keiner dieser Spieler bei einer vorherigen Fußball-Weltmeisterschaft teilgenommen hatte. Eine Ausnahmeregelung galt für Afrika und Asien.
Erstmals in der Geschichte des olympischen Fußballturniers fanden keine Spiele im eigentlichen Olympiastadion in Los Angeles statt, sondern im Harvard Stadium in Boston, im Navy-Marine Corps Memorial Stadium in Annapolis, im Stanford Stadium in Stanford und im Rose Bowl Stadium in Pasadena.
Mit dem Titelgewinn Frankreichs wurde erstmals seit 1948 wieder eine westeuropäische Mannschaft Olympiasieger und mit Brasilien konnte seit 1928 wieder eine südamerikanische Mannschaft das Finale erreichen. Es war zudem das erste und bisher einzige Mal, dass ein Land in einem Jahr Europameister und Olympiasieger wurde.
Die über 1,4 Millionen Zuschauer bei den 32 Spielen bedeuteten bis zum Turnier 2012 in London Rekord bei einem olympischen Fußballturnier. Das Turnier gilt auch als internationale Geburtsstunde der La Ola, zwei Jahre vor der Fußballweltmeisterschaft 1986 in Mexiko.

## Qualifikation
In Europa gab es vier Qualifikationsgruppen. Die Sieger der Qualifikationsgruppen 1–3 qualifizierten sich direkt für die Olympischen Spiele. Die sechs Mannschaften wurden zunächst in zwei Untergruppen eingeteilt, die beiden Gruppensieger ermittelten in Hin- und Rückspielen die Teilnehmer. Es qualifizierten sich die Sowjetunion, die DDR, Jugoslawien und Frankreich. Hinzu kam der Titelverteidiger Tschechoslowakei.
Aufgrund des Olympiaboykottes der Ostblockstaaten verzichteten die DDR, die ČSSR und die UdSSR auf eine Teilnahme. An ihrer Stelle wurden die nichtqualifizierten Mannschaften der BRD, Norwegens und Italiens eingeladen.
In Südamerika wurden zunächst zwei Gruppen mit je 3 Mannschaften ausgespielt, die beiden Gruppenbesten zogen in die letzte Gruppe ein, wo sich wiederum die beiden besten Mannschaften qualifizierten. Teilnehmer waren: Brasilien und Chile. Argentinien zog seine Mannschaft noch vor Beginn der Qualifikation zurück.
In Nordamerika wurden zunächst in drei Runden die drei besten Mannschaften ermittelt, die in einer Gruppe in Hin- und Rückspielen die beiden Teilnehmer ermittelten. Es qualifizierten sich Kanada und Costa Rica.
Die gesamte afrikanische Qualifikation wurde im Pokalmodus ausgetragen. Hierbei konnten sich Ägypten, Marokko und Kamerun durchsetzen.
In Asien gab es zunächst fünf Qualifikationsgruppen, die beiden Gruppenbesten qualifizierten sich für das Endturnier in Singapur. Dort wurde in zwei Gruppen à 5 Mannschaften gespielt, die beiden Gruppensieger qualifizierten sich direkt für die Olympischen Spiele, die beiden Gruppenzweiten trugen ein Play-off-Spiel aus. Es qualifizierten sich Katar und Saudi-Arabien als Gruppensieger. Der Irak besiegte Südkorea mit 1:0 und qualifizierte sich ebenfalls für das Endturnier in den USA.
| 5 aus Europa      | Sowjetunion → BR Deutschland |            | DDR → Norwegen                 |
|                   | Tschechoslowakei → Italien   | Frankreich | Jugoslawien                    |
| 2 aus Südamerika  | Brasilien                    | Chile      |                                |
| 3 aus Afrika      | Ägypten                      | Kamerun    | Marokko                        |
| 3 aus Asien       | Irak                         | Katar      | Saudi-Arabien                  |
| 3 aus Nordamerika | Costa Rica                   | Kanada     | Vereinigte Staaten (Gastgeber) |

## Kader der BR Deutschland
Trainer: Erich Ribbeck
| Position | Spieler                | Geburtstag    | Alter | Verein                   |
| -------- | ---------------------- | ------------- | ----- | ------------------------ |
| 1        | Bernd Franke           | 12. Feb. 1948 | 36    | Eintracht Braunschweig   |
| 2        | Manfred Bockenfeld     | 23. Jul. 1960 | 24    | Fortuna Düsseldorf       |
| 3        | Roland Dickgießer      | 9. Nov. 1960  | 23    | SV Waldhof Mannheim      |
| 4        | Dieter Bast            | 28. Aug. 1951 | 32    | Bayer 04 Leverkusen      |
| 5        | Bernd Wehmeyer         | 6. Jun. 1952  | 32    | Hamburger SV             |
| 6        | Guido Buchwald         | 24. Jan. 1961 | 23    | VfB Stuttgart            |
| 7        | Jürgen Groh            | 17. Jul. 1956 | 28    | Hamburger SV             |
| 8        | Rudi Bommer            | 19. Aug. 1957 | 26    | Fortuna Düsseldorf       |
| 9        | Dieter Schatzschneider | 26. Apr. 1958 | 26    | Hamburger SV             |
| 10       | Andreas Brehme         | 9. Nov. 1960  | 23    | 1. FC Kaiserslautern     |
| 11       | Frank Mill             | 23. Jul. 1958 | 26    | Borussia Mönchengladbach |
| 12       | Walter Junghans        | 26. Okt. 1958 | 25    | FC Schalke 04            |
| 13       | Alfred Schön           | 13. Jan. 1962 | 22    | SV Waldhof Mannheim      |
| 14       | Peter Lux              | 4. Okt. 1962  | 21    | Eintracht Braunschweig   |
| 15       | Uwe Rahn               | 21. Mai 1962  | 22    | Borussia Mönchengladbach |
| 16       | Christian Schreier     | 4. Feb. 1959  | 25    | VfL Bochum               |
| 17       | Dieter Schlindwein     | 7. Feb. 1961  | 23    | SV Waldhof Mannheim      |

## Olympisches Turnier

### Gruppenphase

#### Gruppe 1
|                             |   |            |           |
| 29. Juli 1984 in Cambridge  |   |            |           |
| Norwegen                    | – | Chile      | 0:0       |
| 29. Juli 1984 in Annapolis  |   |            |           |
| Frankreich                  | – | Katar      | 2:2 (1:0) |
| 31. Juli 1984 in Cambridge  |   |            |           |
| Norwegen                    | – | Frankreich | 1:2 (1:1) |
| 31. Juli 1984 in Annapolis  |   |            |           |
| Chile                       | – | Katar      | 1:0 (0:0) |
| 2. August 1984 in Cambridge |   |            |           |
| Katar                       | – | Norwegen   | 0:2 (0:1) |
| 2. August 1984 in Annapolis |   |            |           |
| Chile                       | – | Frankreich | 1:1 (1:0) |

| Pl. | Land       | Sp. | S | U | N | Tore    | Diff. | Punkte |
| --- | ---------- | --- | - | - | - | ------- | ----- | ------ |
| 1.  | Frankreich | 3   | 1 | 2 | 0 | 005:400 | +1    | 04:20  |
| 2.  | Chile      | 3   | 1 | 2 | 0 | 002:100 | +1    | 04:20  |
| 3.  | Norwegen   | 3   | 1 | 1 | 1 | 003:200 | +1    | 03:30  |
| 4.  | Katar      | 3   | 0 | 1 | 2 | 002:500 | −3    | 01:50  |

#### Gruppe 2
|                             |   |             |           |
| 30. Juli 1984 in Cambridge  |   |             |           |
| Kanada                      | – | Irak        | 1:1 (0:0) |
| 30. Juli 1984 in Annapolis  |   |             |           |
| Jugoslawien                 | – | Kamerun     | 2:1 (1:1) |
| 1. August 1984 in Cambridge |   |             |           |
| Kamerun                     | – | Irak        | 1:0 (1:0) |
| 1. August 1984 in Annapolis |   |             |           |
| Jugoslawien                 | – | Kanada      | 1:0 (0:0) |
| 3. August 1984 in Annapolis |   |             |           |
| Irak                        | – | Jugoslawien | 2:4 (0:2) |
| 3. August 1984 in Cambridge |   |             |           |
| Kamerun                     | – | Kanada      | 1:3 (0:1) |

| Pl. | Land        | Sp. | S | U | N | Tore    | Diff. | Punkte |
| --- | ----------- | --- | - | - | - | ------- | ----- | ------ |
| 1.  | Jugoslawien | 3   | 3 | 0 | 0 | 007:300 | +4    | 06:0   |
| 2.  | Kanada      | 3   | 1 | 1 | 1 | 004:300 | +1    | 03:30  |
| 3.  | Kamerun     | 3   | 1 | 0 | 2 | 003:500 | −2    | 02:40  |
| 4.  | Irak        | 3   | 0 | 1 | 2 | 003:600 | −3    | 01:50  |

#### Gruppe 3
|                             |   |                |           |
| 30. Juli 1984 in Palo Alto  |   |                |           |
| BR Deutschland              | – | Marokko        | 2:0 (1:0) |
| 30. Juli 1984 in Pasadena   |   |                |           |
| Brasilien                   | – | Saudi-Arabien  | 3:1 (1:0) |
| 1. August 1984 in Palo Alto |   |                |           |
| Brasilien                   | – | BR Deutschland | 1:0 (0:0) |
| 1. August 1984 in Pasadena  |   |                |           |
| Marokko                     | – | Saudi-Arabien  | 1:0 (0:0) |
| 3. August 1984 in Palo Alto |   |                |           |
| BR Deutschland              | – | Saudi-Arabien  | 6:0 (4:0) |
| 3. August 1984 in Pasadena  |   |                |           |
| Brasilien                   | – | Marokko        | 2:0 (0:0) |

| Pl. | Land           | Sp. | S | U | N | Tore    | Diff. | Punkte |
| --- | -------------- | --- | - | - | - | ------- | ----- | ------ |
| 1.  | Brasilien      | 3   | 3 | 0 | 0 | 006:100 | +5    | 06:0   |
| 2.  | BR Deutschland | 3   | 2 | 0 | 1 | 008:100 | +7    | 04:20  |
| 3.  | Marokko        | 3   | 1 | 0 | 2 | 001:400 | −3    | 02:40  |
| 4.  | Saudi-Arabien  | 3   | 0 | 0 | 3 | 001:100 | −9    | 0:60   |

Die Olympiaauswahl des DFB konnte sich aufgrund des Olympiaboykottes der Ostblockstaaten qualifizieren. Der von Erich Ribbeck trainierten Mannschaft gehörten Spieler wie Andreas Brehme, Uwe Rahn, Bernd Franke (Tor), Guido Buchwald, Rudi Bommer, Frank Mill, Dieter Bast, Dieter Schatzschneider, Bernd Wehmeyer und Peter Lux an. Beim ersten Spiel gegen Marokko konnte ein Sieg durch Tore von Rahn und Brehme erzielt werden. Das Spiel gegen Brasilien verlor man mit 1:0 durch ein Tor von Augilmar Oliveira. Beim 6:0-Kantersieg gegen Saudi-Arabien trafen Schreier (zweimal), Bommer (zweimal), Rahn und Mill.

#### Gruppe 4
|                             |   |                    |           |
| 29. Juli 1984 in Cambridge  |   |                    |           |
| Vereinigte Staaten          | – | Costa Rica         | 3:0 (2:0) |
| 29. Juli 1984 in Pasadena   |   |                    |           |
| Italien                     | – | Ägypten            | 1:0 (0:0) |
| 31. Juli 1984 in Palo Alto  |   |                    |           |
| Ägypten                     | – | Costa Rica         | 4:1 (1:0) |
| 31. Juli 1984 in Pasadena   |   |                    |           |
| Italien                     | – | Vereinigte Staaten | 1:0 (0:0) |
| 2. August 1984 in Palo Alto |   |                    |           |
| Ägypten                     | – | Vereinigte Staaten | 1:1 (1:1) |
| 2. August 1984 in Cambridge |   |                    |           |
| Costa Rica                  | – | Italien            | 1:0 (1:0) |

| Pl. | Land               | Sp. | S | U | N | Tore    | Diff. | Punkte |
| --- | ------------------ | --- | - | - | - | ------- | ----- | ------ |
| 1.  | Italien            | 3   | 2 | 0 | 1 | 002:100 | +1    | 04:20  |
| 2.  | Ägypten            | 3   | 1 | 1 | 1 | 005:300 | +2    | 03:30  |
| 3.  | Vereinigte Staaten | 3   | 1 | 1 | 1 | 004:200 | +2    | 03:30  |
| 4.  | Costa Rica         | 3   | 1 | 0 | 2 | 002:700 | −5    | 02:40  |

Gastgeber USA schied aufgrund eines weniger geschossenen Tores gegenüber den Ägyptern aus. Im letzten Spiel gingen die USA in der 7. Minute in Führung, Emad Soliman konnte aber den Ausgleich für die Ägypter erzielen, die sich damit für das Viertelfinale qualifizieren.

### Viertelfinale
|                             |   |                |                                 |
| 5. August 1984 in Palo Alto |   |                |                                 |
| Italien                     | – | Chile          | 1:0 n. V.                       |
| 5. August 1984 in Pasadena  |   |                |                                 |
| Frankreich                  | – | Ägypten        | 2:0 (1:0)                       |
| 6. August 1984 in Palo Alto |   |                |                                 |
| Brasilien                   | – | Kanada         | 1:1 n. V. (1:1, 0:0), 4:2 i. E. |
| 6. August 1984 in Pasadena  |   |                |                                 |
| Jugoslawien                 | – | BR Deutschland | 5:2 (2:2)                       |

Das Viertelfinalspiel verlor Deutschland deutlich gegen Jugoslawien mit 2:5. Cvetković (dreimal), Radanović und Gračan trafen für Jugoslawien und Bommer und Rahn für Deutschland.

### Halbfinale
|                             |   |             |                      |
| 8. August 1984 in Palo Alto |   |             |                      |
| Italien                     | – | Brasilien   | 1:2 n. V. (1:1, 0:0) |
| 8. August 1984 in Pasadena  |   |             |                      |
| Frankreich                  | – | Jugoslawien | 4:2 n. V. (2:2, 2:0) |

### Spiel um Bronze
|                             |   |             |           |
| 10. August 1984 in Pasadena |   |             |           |
| Italien                     | – | Jugoslawien | 1:2 (1:0) |

### Finale
| Frankreich                                      | Frankreich | Brasilien | Brasilien |
| ----------------------------------------------- | --- | --- | --------- |
| Frankreich                                      | \| 11. August 1984 in Pasadena (Rose Bowl Stadium) \| \| Ergebnis: 2:0 (0:0) \| \| Zuschauer: 101.799 \| \| Schiedsrichter: Jan Keizer ( Niederlande) \| | \| 11. August 1984 in Pasadena (Rose Bowl Stadium) \| \| Ergebnis: 2:0 (0:0) \| \| Zuschauer: 101.799 \| \| Schiedsrichter: Jan Keizer ( Niederlande) \|                  | Brasilien |
| Frankreich                                      | Albert Rust – Philippe Jeannol, Michel Bibard, Jean-Louis Zanon, William Ayache – Guy Lacombe, Dominique Bijotat, Jean-Philippe Rohr – Jean-Claude Lemoult, François Brisson (79. Patrice Garande), Daniel Xuereb (87. Patrick Cubaynes) Cheftrainer: Henri Michel | Gilmar – Ronaldo Moraes, Pinga, Mauro Galvão, André Luís – Dunga, Ademir, Tonho, (58. Milton Cruz) – Silvinho, Gilmar Popoca, Kita (58. Chicão) Cheftrainer: Jair Picerni | Brasilien |
| Frankreich                                      | 1:0 François Brisson (55.) 2:0 Daniel Xuereb (60.) | | Brasilien |
| 11. August 1984 in Pasadena (Rose Bowl Stadium) | | |           |
| Ergebnis: 2:0 (0:0)                             | | |           |
| Zuschauer: 101.799                              | | |           |
| Schiedsrichter: Jan Keizer ( Niederlande)       | | |           |

## Medaillenränge
| Rang               | Medaillengewinner |
| ------------------ | --- |
| Gold Frankreich    | William Ayache, Michel Bensoussan (TW), Michel Bibard, Dominique Bijotat, François Brisson, Patrick Cubaynes, Patrice Garande, Philippe Jeannol, Guy Lacombe, Jean-Claude Lemoult, Jean-Philippe Rohr, Albert Rust (TW), Didier Sénac, Jean-Christophe Thouvenel, José Touré, Daniel Xuereb, Jean-Louis Zanon Trainer: Henri Michel |
| Silber Brasilien   | Ademir, Milton Cruz, Luiz Henrique Dias (TW), André Luís, Mauro Galvão, Tonho, Gilmar (TW), Kita, Gilmar Popoca, Silvinho, Pinga, Davi, Paulo Santos, Ronaldo Moraes, Dunga, Chicão, Luís Carlos Winck Trainer: Jair Picerni |
| Bronze Jugoslawien | Mirsad Baljić, Mehmed Baždarević, Vlado Čapljić, Borislav Cvetković, Stjepan Deverić, Milko Đurovski, Marko Elsner, Nenad Gračan, Tomislav Ivković (TW), Srečko Katanec, Branko Miljuš, Mitar Mrkela, Jovica Nikolić, Ivan Pudar (TW), Ljubomir Radanović, Admir Smajić, Dragan Stojković Trainer: Ivan Toplak                      |

## Beste Torschützen
| Rang | Spieler            | Tore |
| ---- | ------------------ | ---- |
| 1    | Borislav Cvetković | 5    |
|      | Stjepan Deverić    | 5    |
|      | Daniel Xuereb      | 5    |
| 4    | Gilmar Popoca      | 4    |
| 5    | Rudi Bommer        | 3    |
|      | Jovica Nikolić     | 3    |
|      | Dale Mitchell      | 3    |
|      | François Brisson   | 3    |
| 9    | Uwe Rahn           | 2    |
|      | Christian Schreier | 2    |
| …    |                    |      |
| 17   | Andreas Brehme     | 1    |
|      | Manfred Bockenfeld | 1    |
|      | Frank Mill         | 1    |